# Saint-Pierre-de-Cresnay
Saint-Pierre-de-Cresnay est une ancienne commune française du département de la Manche.
En 1825, la commune fusionne avec Notre-Dame-de-Cresnay pour former la nouvelle commune des Cresnays.

## Toponymie
L'hagiotoponyme, Saint-Pierre, fait référence à Pierre (apôtre).
Cresnay pourrait reposer sur le bas-latin quercinus « chêne », suivi du suffixe -etu. D'où : « les lieux plantés de chênes ».

## Démographie
| 1793 | 1800 | 1806 | 1821 |
| ---- | ---- | ---- | ---- |
| 420  | 444  | 451  | 418  |